# علياء أرصغلي
علياء أرصغلي هي مخرجة ومنتجة وباحثة وناقدة سينمائية فلسطينية، حاصلة على درجة الدكتوراه في علم إجتماع الثقافة مع تخصص في السينما. تشغل أرصغلي منصب المدير العام لمؤسسة شاشات وتدير مهرجانها السنوي، مهرجان شاشات لسينما المرأة في فلسطين.

## إسهاماتها
من مساهمتها تنظيم مئوية السينما العربية في نيويورك العام 1995 بمشاركة نخبة كبيرة من الـمخرجين والفنانين العرب، وفي عام 2005، قامت علياء أرصغلي بتأسيس مؤسسة شاشات سينما المرأة المستقلة، والتي تركز على تعزيز دور المرأة في السينما من خلال إنتاج وعرض أفلام تناقش قضايا المرأة وتبرز مساهماتها الفنية. حازت مؤسسة شاشات على جائزة التميز في العمل السينمائي من وزارة الثقافة الفلسطينية عام 2010، وحصلت على جائزة سلافة جاد الله في عام 2013 لعطائها لسينما المرأة في فلسطين، كرمها مهرجان سلا الدولي لسينما المرأة في المغرب عام 2008.

## أعمالها السينمائية
أخرجت وأنتجت عدة أفلام من بينها:
- حياة ممزقة فيلم وثائقي قصير أنتج عام 1993.
- هاي مش عيشة فيلم وثائقي مدته 42 دقيقة أنتج في العام 2001، وترجم إلى ست لغات وعُرض في أكثر من مئة مهرجان دولي.
- بعد السماء الأخيرة فيلم وثائقي طويل مدته 75 دقيقة عام 2006.